# Realismo platónico

Platón creía en un mundo donde residían los conceptos universales que denominó como formas

El idealismo platónico es una filosofía que sostiene la idea de realismo acerca de la existencia de universales según el filósofo griego Platón, quien vivió entre 427 a. C.– 347 a. C., alumno de Sócrates, y profesor de Aristóteles. Confusamente, esta postura es también llamada realismo platónico.
La expresión del realismo propiamente de Platón acerca de la existencia de los universales está expuesta en su República, y en otros lugares, principalmente en el Fedón, el Fedro, el Menón, y el Parménides.

## Universales
En el realismo platónico, los universales no existen de la forma en que normalmente existen los objetos físicos, sino que son de naturaleza metafísica o ultrafísica, es decir, pertenecen a un orden diferente del de las realidades sensibles. Versiones más modernas de la teoría expresan esta idea afirmando que no tiene sentido (o es un error categórico) equiparar las categorías de espacio y tiempo con universales.
Sin importar su descripción, el realismo platónico dice que los universales sí existen en un sentido más amplio y abstracto, aunque no a una distancia espacial o temporal de los objetos corpóreos y de los seres humanos. Así, un hombre no puede entrar en contacto con los universales bajo ninguna forma de vinculación sensorial; pero puede concebirlos, es decir, tiene un acceso inteligible a los mismos. La mayoría de platonistas modernos evita la posible ambigüedad no diciendo nunca que los universales existen, sino que simplemente son.

### Teorías deuniversales
Las teorías de universales, incluyendo el realismo platónico, tienen el reto de satisfacer ciertas limitaciones a la teoría de universales
De estas limitaciones, el realismo platónico satisface fuertemente una, en que es una teoría de a lo que se refieren los términos generales. Las formas son ideales proveyendo sentido a referentes de términos generales. Es decir, para entender términos como manzaneidad y rojeza, el realismo platónico dice que se refieren a formas o idea. En efecto, el platonismo obtiene mucho de esta posibilidad, porque al mencionar rojeza, por ejemplo, parece estar refiriéndose a algo que está aparte del espacio y del tiempo, pero que tiene muchas instancias específicas.

### Formas
Un tipo de universal definido por Platón es la idea o forma. Aunque algunas versiones del realismo platónico consideran las formas platónicas como ideas en la mente de Dios, la mayoría consideran que las formas no son para nada entidades mentales, sino más bien prototipos (modelos originales) de los cuales los objetos particulares, las propiedades y las relaciones son copias. A causa de la confusión potencial del término idea, los filósofos normalmente usan los términos forma, idea platónica o universal.

## Particulares
En el realismo platónico, las formas tienen que ver con los particulares (instancias de objetos y propiedades) en que un particular se considera como una copia de su forma. Por ejemplo, una manzana particular se dice que es una copia de la forma de manzaneidad y su color rojo es una copia de la forma de rojeza. La participación es otra relación entre formas y particulares. Los particulares se dice que participan en las formas, y las formas se dice que se instancian en los particulares.
Según Platón, hay algunas formas que no son instanciadas para nada, pero, retaca, esto no implica que las formas no podrían ser instanciadas. Las formas son capaces de ser instanciadas por muchos particulares diferentes, lo que resultaría en que las formas tienen muchas copias, o instanciándose en muchos particulares.

## Críticas
Dos grandes críticas del realismo platónico se refieren a la inherencia y la dificultad de crear conceptos sin percepción sensorial. A pesar de sus críticas, el realismo tiene fuertes defensores. Su popularidad a través del tiempo es cíclica.

### Crítica de la inherencia
Los críticos insisten en que los términos instanciación y copia no están bien definidos y que participación e inherencia son similarmente misteriosos y poco esclarecedores. Ponen en duda lo que significa decir que la forma de manzaneidad se instancia en una manzana particular o que la manzana es una copia de la forma de manzaneidad. Para la crítica, parece que las formas, no siendo espaciales, no pueden tener un contorno definido, entonces no puede ser que la manzana tenga el mismo contorno que la forma. Igualmente, la crítica objeta que no es claro lo que significa decir que una manzana participa en la manzaneidad.
Los argumentos que refutan la crítica de la inherencia, sin embargo, declaran que una forma de algo espacial puede no tener una ubicación concreta (espacial) y aun así tener cualidades espaciales in abstracto. Así, una manzana puede tener el mismo contorno que su forma. Tales argumentos típicamente propugnan que la relación entre un particular y su forma es muy inteligible y fácilmente aprehensible; que la gente aplica la teoría platónica sin problemas en la vida cotidiana; y que la crítica de la inherencia fue únicamente creada por la necesidad artificial de explicar el entendimiento normal de inherencia como si fuera altamente problemático. Esto es, el argumento a favor propugna que la crítica es sobre la mera ilusión de un problema y de esta forma podría volver sospechoso cualquier concepto filosófico.

### Crítica de los conceptos sin percepción sensorial
Una crítica de las formas se refiere al origen de los conceptos sin el beneficio de la percepción sensorial. Por ejemplo, pensar en la rojeza en general, según Platón, es pensar en la forma de la rojeza. Los críticos, sin embargo, cuestionan el cómo se puede tener el concepto de una forma existente en un mundo especial en el universo, aparte del espacio y del tiempo, si tal concepto no proviene de una percepción sensorial. A pesar de que se pueda ver una manzana y su rojeza, argumenta la crítica, estas cosas simplemente participarían en, o serían copias de, las formas. Así, insisten, concebir una manzana particular y su rojeza no es concebir la manzaneidad o la rojeza, así que se pone en duda el origen del concepto.
La Teoría de la reminiscencia, sin embargo, responde a tales críticas diciendo que las almas nacen con los conceptos de las formas, y sólo deben recordar estos conceptos de antes de nacer, cuando las almas estaban en contacto con las formas en el paraíso platónico. Platón es por tanto conocido como uno de los primeros racionalistas, creyendo que los humanos nacen con un fundamento de conocimiento a priori, al cual acceden a través de un proceso de razón o intelequia — un proceso que los críticos encuentran bastante misterioso.
Una respuesta más moderna a esta crítica es la afirmación que la universalidad de sus cualidades es un hecho inevitable porque la única forma de experimentar un objeto es a través de conceptos generales. Así, como la crítica ya da por hecha la relación entre lo abstracto y lo concreto, se le invita a que deje de pensar que implica una contradicción. Esta respuesta reconcilia el platonismo con el empirismo argumentando que un objeto abstracto (y por lo tanto no real) es real y cognoscible en sus instanciaciones. Como la crítica ha, después de todo, naturalmente entendido lo abstracto, la respuesta incita simplemente a abandonar los prejuicios y aceptarla.